# Olof Skoog
Björn Olof Skoog, né le 6 septembre 1962, est un diplomate suédois. 
Il est successivement ambassadeur de Suède en Colombie, au Venezuela, en Équateur et au Panama et ambassadeur de l'UE en Indonésie, au Brunei et auprès de l'ANASE. De 2019 à 2023, il est ambassadeur de l'Union européenne auprès de l'ONU.

## Carrière
De mars 2015 à 2019, Olof Skoog est le représentant permanent de la Suède auprès des Nations unies et président du Conseil de sécurité des Nations unies pour le mois de janvier 2017 et juillet 2018.
Auparavant Skoog est ambassadeur de Suède en Colombie, au Venezuela, en Équateur et au Panama et ambassadeur de l'UE en Indonésie, au Brunei et auprès de l'ANASE (Association des nations de l'Asie du Sud-Est).
En novembre 2019, il est nommé ambassadeur de l'Union européenne auprès de l'ONU. Il quitte cette fonction fin 2023.

## Autres activités
- International Peace Institute (IPI), membre du Conseil consultatif international[4].

## Vie privée
L'épouse de Skoog, Johanna Brismar, est actuellement ambassadrice de Suède au Brésil, après l'avoir été en Indonésie et au Timor oriental. Ils ont trois enfants.